# Prix Anaïs-Nin
Le prix Anaïs-Nin est un prix littéraire français fondé en 2015 par les auteures Nelly Alard et Capucine Motte. Il n'est plus attribué depuis 2020.
Le prix est créé en hommage à l'écrivaine française Anaïs Nin (1903-1977), et il « récompense une œuvre qui se distingue par une voix et une sensibilité singulières, l'originalité de son imaginaire et une audace face à l'ordre moral. » Il est doté de 3 000 euros.
L'un des objectifs de ce prix est de faire découvrir des auteurs français à l'étranger ; ainsi, les livres lauréats seront traduits en langue anglaise. 
Le premier prix Anaïs-Nin est attribué en 2015 à Virginie Despentes pour Vernon Subutex, 1, et le dernier et sixième prix en 2020 à  Nina Bouraoui pour Otages.

## Liste des lauréats
- 2015 : Virginie Despentes, pour Vernon Subutex, 1[2] (Grasset)
- 2016 : Emmanuelle Richard pour Pour la peau[3]. (éditions de l'Olivier)
- 2017 : Nina Leger pour Mise en pièces[4] (Gallimard)
- 2018 : Catherine Cusset pour Vie de David Hockney[5] (Gallimard) Finalistes 2018[6] : Le Bon Cœur de Michel Bernard (La table ronde) - Je ne suis pas une héroïne de Nicolas Fargues (P.O.L.) - Un vertige d'Hélène Gestern (Arléa) - Fugitive parce que reine de Violaine Huisman (Gallimard) - Microfictions 2018 de Régis Jauffret (Gallimard).
- 2019 : Lionel Duroy pour Eugenia[7] (Julliard)Finalistes 2019[8] : Suiza de Bénédicte Belpois (Gallimard) - Les enténébrés de Sarah Chiche (Seuil) - Eugenia de Lionel Duroy (Julliard) - Je, tu, elle d'Adeline Fleury (François Bourin) - Nino dans la nuit de Capucine Johannin  et Simon Johannin (Allia) - Occident de Simon Liberati (Grasset) - Tu t’appelais Maria Schneider de Vanessa Schneider (Grasset).
- 2020 : Nina Bouraoui pour Otages[9] (JC Lattès)

## Jurys
Jury 2018
Mohammed Aïssaoui, journaliste au Figaro et écrivain ; les écrivaines Nelly Alard, Judith Housez, Capucine Motte et Karine Tuil ;  Pierre Bontemps, président et fondateur de la société Coriolis ; Françoise Cloarec, psychanalyste ; David Foenkinos, écrivain ; Lucinda Karter, agent littéraire ; Baptiste Liger, journaliste ; Koukla MacLehose, scout talent UK ; Georges Saier, président et fondateur de la société Very.